# Eli (日本の歌手)
Ellie（えり　1969年6月2日 - ）は、日本の女性歌手。ラヴ・タンバリンズでの活動で知られる。名前の表記は1996年まではELLIE、2000年まではELIを用いていた。2018年5月、Ellieに戻す。

## 来歴
幼少期を約3年間フィリピンで過ごす。1991年にラヴ・タンバリンズを結成し、1995年解散。
1996年、ELLIE名義でソロ活動を開始し、アルバム『Bitch in Zion』をリリース。バンド時代のソウルミュージック路線からハードなR&B路線に転換する。1997年、The 99 & 1/2のアルバム『more (than 100)』中の1曲「FREE & EASY」に、PJとデュエットで参加。　
1999年、藤原ヒロシとのユニットELI+HIROSHI結成。
2006年、斉藤圭市とのユニット girl it's U結成。4曲入りマキシシングル『Lonely Buffalo』、アルバム『girl it's U』をリリースする。eliソロでライヴ活動を開始。
2007年、eli名義でソロ・アルバム『rita』をリリース。
2008年、関西メンバーsweetyつやつや（スティールパン）、 芦田良平（ギター）、タイコマンこと土居秀行（ドラムス・パーカッション）とPuki Revoを結成。ソロと並行して活動を行う。
2018年、Ellie名義に戻し、5月24日には11年ぶりに新作ミニアルバム「Stay Gold」をVIVID SOUNDからリリース。
2020年、12月15日アルバム「Neo Bitchizm」をリリース。

## 人物
ソウルミュージックは英語で歌われるものであるという主義を持っており、一貫して英語詞の曲を歌い続ける。英語はNHKラジオ第2の基礎英語、発音はレコード、音楽で独習した。自作の歌詞は性愛的な世界観を持つものが多く、ライヴにおいてもステージからコンドームを投げる、脱衣するなど過激なパフォーマンスを行うことも多い。レコードジャケットでセミヌードの写真を用いたり、週刊プレイボーイでヌードグラビアを発表している。離婚直後、雑誌「BARFOUT!」に掲載されたインタビューで「あの人（夫であった斎藤圭市）と一緒にいてもなんらポジティブなヴァイブスを感じなかった」といった辛辣な発言を繰り返した。ROCKIN'ON JAPANのインタビューなどで少女時代に性的虐待を受けたこと、自身のウェブサイトにて摂食障害、双極性障害、PTSDであることを告白している。
9年間公に姿を現さなかったが、2006年3月にeliソロでライヴ復帰、次いで音源を発表。以前のものとは違い、社会的かつメッセージ性の強い歌詞であったり、自己と外側、ファンタジーと現実、が共存する世界観の作品を多く手がけている。

## ディスコグラフィー
ラヴ・タンバリンズ時代のものはラヴ・タンバリンズ#ディスコグラフィを参照
特に記述の無いものはすべてCrue-L Recordsから発売、名義はタイトルの後に記した。

### アルバム
- Bitch in Zion　/ ELLIE （1996）CD
- dub reload　/ ELI+HIROSHI（2000）CD ※12"EP3枚ほか8曲を収録
- girl it's you　/ girl it's you（2006）CD
- rita　/ eli（2007）CD
- Stay Gold  / Ellie (2018　VIVID SOUND) CD
- Neo Bitchizm / Ellie (2020) CD

### シングル
- Bitches in Babylon　/　ELLIE（1996）CD
- Bitches in Babylon remixes　/ ELLIE（1997）12"EP
- Marchin' round the world　/ ELI+HIROSHI（1999）CD
- (Sun Is Mellow Like A) Tangerine　/ ELI+HIROSHI（1999）12"EP
- Arms Of The Black Sky　/ ELI+HIROSHI（1999）12"EP
- Trouble Woman In Love　/ ELI+HIROSHI（2000）12"EP
- Lonely buffalo　/ girl it's you（2006）CD

### オムニバス等参加アルバム
- LOHAStyle~forest~（2006年　Happiness Records）「time after time」
- ISLAND MOON~GROOVE LOVE~（2008年徳間ジャパンコミュニケーションズ）「water falls」
- Pleasure / higo.hayato（2009年Lexington）「I dance alone」

### 客演
- Free & easy - ELLIE with 99 1/2（シングル）
- I Believe In Miracles - Museum Of Plate Featuring Ellie（シングル）
- Hati Hati Ya! - 中塚武『Kiss&Ride』 （アルバム）
- SPIRIT IN THE FOREST - The mothrans 『IN FORBIDDEN ISLAND』（アルバム）
- forbidden fruits ,  sweet memories - the fascinations 『GREEN IN BLUE』（アルバム）